# La Tête dans les nuages (entreprise)
Pour les articles homonymes, voir La Tête dans les nuages.
La Tête dans les nuages est une chaîne française de centres de loisirs familiaux, avec des espaces de jeux indoor, fondée en 1992, puis ressuscitée en 2014.

## Historique
La Tête dans les nuages est créée en 1992 par le publicitaire Philippe Gimond en collaboration avec l’ancien pilote de Formule 1 Alain Prost. Le premier centre ouvre à Paris, sur le boulevard des Italiens, près de l’Opéra. L'enseigne connaît une période de croissance rapide et ouvre 27 salles, dont trois à l’étranger, avec 150 employés. Didier et Bernard Touret, et Alain Prost, possèdent 63 % du capital, le reste ayant été introduit en bourse, ce qui permet de récolter 160 millions de francs (24 millions d'euros). Etienne Madelin est nommé PDG en 1998.
Toutefois, Verneuil Finances, créé par François Gontier et son associé Frédéric Doulcet, rachète alors la société. Frédéric Doulcet devient président de la société. Il mène alors une politique de croissance ambitieuse : La Tête dans les nuages achète 2 casinos en avril 2006, soit l'essentiel de l'actif de la Société Française de Casinos (SFC) du groupe Partouche. La société La Tête dans les nuages change alors de nom et s'appelle désormais Société Française de Casinos, dont l'activité n°1 est de gérer des casinos et l'activité n°2 est de gérer des espaces La Tête dans les nuages. Pascal Pessiot devient le président,. Les activités de La Tête dans les nuages font l'objet de nouveaux partenariats avec Compagnie des Alpes et Pierre & Vacances. Toutefois cette nouvelle Société Française de Casinos connaît de graves difficultés financières et est en cessation de paiements en juillet 2010.
En 2012, la société rouvre la salle de 1500 m2 La Tête dans les nuages, boulevard des Italiens à Paris, avec 130 machines de jeux d'arcades. Le président Pascal Pessiot prévoit alors une très forte croissance en 2012 et en 2013. Selon Olivier Séguret dans Libération, le pari apparaît très risqué.
Les difficultés de gestion réapparaissent en 2014. L'ensemble des salles de La Tête dans les nuages ferme en 2014, à l'exception de la salle de Paris Opéra qui est reprise en 2014 par Mickaël Aknin. Ce lyonnais est le président-fondateur de MBA, un importateur de jeux vidéos. Une nouvelle société La Tête dans les nuages est créée en 2014, avec son siège à Dardilly près de Lyon. Après Paris, d'autres sites sont ouverts, notamment à la Part-Dieu de Lyon. En 2024, la chaîne compte huit sites en France ; elle réalise environ 22 millions d’euros de chiffre d'affaires avec 250 salariés. Concernant « La Tête Dans Les nuages » ses différents sites à Paris Opéra, La Défense, Aéroville, Carré Sénart, Evry, à Lyon Part-Dieu, Confluence et Nice CAP3000 accueilleront un peu plus de 5 millions de visiteurs, en 2024.

## Concept
Le concept est de recevoir des groupes, surtout des familles avec des enfants, qui jouent à des jeux d'arcade sur l'essentiel de la surface de la salle, le reste étant plus physique comme des bowlings et des filets de basket,. Les synergies, Loisirs, Restauration, et shopping sont telles que « la Tête dans les Nuages » est régulièrement sollicitée afin d’implanter des FEC dans les centres commerciaux ou les retails parcs. De ce fait la franchise sera certainement un des futurs axes de développement eu égard à l’engouement pour l’enseigne.
Le concept consiste en une offre de loisirs récréatif familial, ludique et conviviale, avec comme cœur de cible : la famille et les entreprises. Le choix judicieux et diversifié, des attractions proposées, engendre un excellent retour satisfaction client, et enchante toutes les franges de la population française et cela d’une façon multigénérationnelle. Les perspectives de développements semblent à priori favorables, entre le recentrage des français sur la famille, et la nécessité de recréer un lien social au sein des entreprises, où le télétravail a pris une place prépondérante.

## Activités et attractions
Les centres La Tête dans les Nuages proposent une offre complète d’activités, allant des jeux d'arcade classiques aux expériences les plus modernes. Voici quelques-unes des principales attractions proposées :
- Jeux     d'arcade classiques : Les centres abritent une collection     impressionnante de jeux d'arcade, allant des flippers aux machines à     pinces, en passant par les jeux de course et de combat emblématiques des     années 80 et 90.
- Réalité     virtuelle : Les visiteurs peuvent plonger dans des univers virtuels     grâce à des simulateurs de pointe, offrant des expériences immersives     telles que les montagnes russes virtuelles ou les aventures en 3D.
- Jeux     de sport : Des jeux interactifs de basket-ball, de football ou de     bowling permettent de défier ses amis ou sa famille dans des compétitions     amicales.
- Espaces     destinés aux enfants : Des zones spécifiques sont aménagées pour les     plus jeunes, avec des jeux adaptés à leur âge, comme des parcours     d’obstacles ou des labyrinthes colorés.

## Organisation d'évènements d'entreprises et anniversaires
Pour les enfants âgés de 3 à 15 ans, les centres offrent la possibilité de fêter leur anniversaire dans un cadre ludique, avec un accès à des jeux adaptés à leur âge, une table, un gâteau, des bonbons, des boissons et des bougies. En parallèle, l'enseigne propose l'organisation d'événements d'entreprise tels que des séminaires, des soirées de fin d'année, des conférences et des activités de teambuilding. Grâce à ses vastes espaces modulables et à son équipement de haute technologie, La Tête dans les Nuages est en mesure de personnaliser les événements selon les besoins des entreprises, tout en offrant une expérience divertissante et unique pour les collaborateurs.

## Impact culturel
La mission de La Tête dans les Nuages est de créer des espaces de loisirs où toute la famille peut se retrouver et s’amuser ensemble. L’enseigne prône des valeurs de convivialité, de partage et de plaisir, tout en offrant un environnement sécurisé et accessible à tous. Le concept repose sur l’idée que le jeu est un vecteur de lien social, et que le divertissement peut être une activité enrichissante pour petits et grands. Au fil des années, La Tête dans les Nuages a su s’imposer comme un acteur majeur du loisir en France. Aujourd'hui, l'enseigne compte plusieurs centres répartis dans différentes villes, chacune offrant une expérience unique tout en conservant l’identité de la marque. Le centre historique de Paris reste le plus fréquenté et le plus emblématique, mais les nouvelles implantations continuent de renforcer la présence de la chaîne sur le territoire français.
La Tête dans les Nuages a non seulement contribué à la popularisation des centres de jeux indoor en France, mais a également joué un rôle clé dans l'évolution du secteur du divertissement familial. L'enseigne est désormais connue pour son innovation, son engagement envers la qualité du service, et sa capacité à offrir une expérience de jeu renouvelée. Les centres sont devenus des lieux de rendez-vous pour des générations de joueurs, créant un véritable phénomène culturel.